# Diatraea umbrialis
Diatraea umbrialis là một loài bướm đêm trong họ Crambidae.